# Yomo
José Alberto Torres Abreu (Chicago, 17 de junio de 1980) conocido artísticamente como Yomo, es un cantante, compositor y arreglista estadounidense de reguetón.

## Biografía
Nacido en Chicago y criado en el barrio Tres coronas de Humacao, Puerto Rico; el menor de tres hermanos, los otros dos son Junito y Chiqui. Su madre, Yiya, ha sido su soporte aun cuando su padre los abandonó cuando él apenas era un niño. Su admiración por ella ha sido expresada por él mismo, en varias de sus canciones, en las que él mismo se llama «El nene de Yiya». Al preguntarle el origen de su nombre artístico dijo que "Yomo es el nombre de un samurái de una isla bien lejana y remota, que es bien disciplinado y un guerrero. Así soy yo, disciplinado pero guerrero a la vez". Antes de empezar a cantar, fue handyman en Palmas del Mar en Humacao.

## Carrera musical

### 2004-2007: Inicios
Comenzó en 2004, participando en la producción Sabotaje de los cantantes Master Joe & OG Black con la canción «Vamo' álla» y posteriormente debutaría como uno de los novatos destacados de la familia Gold Star Music, sello musical de Héctor el Father, quien lo contrató en 2005 y lanzó su canción «Déjale caer to' el peso» producido por Tainy para el álbum Sangre nueva, este se encontró entre las primeras posiciones en las listas musicales.
En 2006, su nombre volvió a escucharse en la producción de Gold Star, donde lanzó sencillos como «Que se sienta», «Voy subiendo» y «No ha sido fácil» que cantó junto a Víctor Manuelle, esta última compilada en el álbum Gold Star Music: Reggaeton Hits. En la canción «Voy subiendo», su hijo Josvi junto al hijo de Héctor 'El Father' participaron en el outro.
En ese mismo año grabó, junto con Arcángel, De la Ghetto, Ángel Doze, Héctor el Father y Daddy Yankee, la canción «Gangsta Zone remix», el cual fue una tiraera para Don Omar. Dicho conflicto comenzó porque Yomo salió en defensa de su padrino Héctor, por la tiraera que mantenía con este, Don Omar le respondió con el sencillo «Tiraera pa' Yomo», y este a su vez le respondió en la canción «El perro sato». Don Omar volvió a atacar con «Quítate hijo mío», y Yomo por su parte en la canción «Lambón».
Más tarde, en 2007, firmó un contrato con la compañía Black Pearl International Récords ya que Héctor 
El father se declaró en quiebra y cerró Gold Star Music mucho antes de su retiro.[cita requerida]

### 2008-2011:My DestinyyMi Profecía
En 2008, salió al mercado su primer álbum como solista, denominado My Destiny. Muy variado en ritmos que incluyó desde música navideña, vallenato, etc. Incluye éxitos como «Descará», «Tu te la traes», «Del campo a la ciudad», entre otros. En ese mismo año, lanzó el sencillo titulado «Mi mujer», que sería su nuevo éxito, la canción poseyó una tendencia romántica, que ayudó a su comercialización. También colaboró en el remix de «Asi es mi vida» junto a Syko "El Terror", De La Ghetto, Cosculluela y Guelo Star.
En 2011, participó en el tema «Pa' romper la discoteca» junto a Daddy Yankee, Farruko, el cual obtuvo más de 135 millones de reproducciones en YouTube. Luego salió el remix de dicha canción, la cual incluyó la participación adicional de Zion & Lennox.

### 2012-2019:El Mixtapey colaboraciones
En 2013, participó de Imperio Nazza: Farruko Edition de Farruko en la canción «Tiempos Remix» junto a Polaco, aquí hace muchas referencias a los tiempos de los inicios de su carrera junto a su padrino Héctor el Father.
En 2016, participó del mixtape de Kendo Kaponi producido por Musicólogo & Menes titulado Kendo Edition en la canción «Noche fría». En ese mismo año también colaboró con Bad Bunny y Almighty en el sencillo «Prayer».

## Vida personal
En 2021, dio una nota junto al entrevistador Molusco de una hora y media en la que habló de su carrera y de su vida personal en su totalidad. Contó abiertamente que en uno de los momentos más exitosos de su carrera consumía percocet que eran recetadas para tratar sus dolores, más tarde se volvió una adicción de la cual le costó muchos años salir.
Aunque reconoce que su familia y amigos han criticado su lealtad con Héctor El Father, siempre se refiere a él con cariño y le llama mi papá. Por su parte, Héctor mientras estuvo en el género urbano tenía a Yomo como protegido, apodándolo su cuarto bate.

## Discografía

### Álbumes de estudio
- 2008: My Destiny

### Mixtapes
- 2012: 2012 El Mixtape

## Filmografía
- 2013: Reggaeton The Movie
- 2018: Héctor el Father: Conocerás la verdad